# Edmond de Favières
Edmond Guillaume François de Favières (8 novembre 1755 – 13 marzo 1837) è stato un drammaturgo, librettista e politico francese.

## Biografia
Nato l'8 novembre 1755 a Parigi, divenne Consigliere al Parlamento di Parigi e condusse un'attività di drammaturgo e librettista. Sposò il 28 febbraio 1777 Marie-Claudine de Mandat (1760-1822), dalla quale ebbe i figli Louis Guillaume (morto nel 1778) e "Alexandre" Claude e Louis Ange Adolphe. Morì il 13 marzo 1837, all'età di 81 anni.
È stato nominato cavaliere della Legion d'Onore.

## Opere
- Paul et Virginie, commedia in 3 atti e in prosa, musica di Rodolphe Kreutzer (1791)
- Les Espiègleries de garnison, commedia in 3 atti (1792)
- Lisbeth, dramma lirico in 3 atti e in prosa, musica di André Grétry (1797)
- Elisca ou l'Amour maternel, dramma lirico in tre atti, musica di André Grétry (1799)
- Fanny Morna, ou l’Écossaise, dramma lirico in tre atti, musica di Louis-Luc Loiseau de Persuis (1799)
- Aline, reine de Golconde, opera in 3 atti, libretto in collaborazione con Jean-Baptiste Vial, musica di Charles-Frédéric Kreubé, 1803
- Le nouveau seigneur de village, libretto di Augustin François Creuzé de Lesser e Edmond de Favières, musica di François Adrien Boieldieu (1813)
- Drottningen av Golconda, libretto di Jean Baptiste Vial e Edmond de Favières, musicato da Franz Berwald nel 1864